# Francesco Magani
Francesco Magani (Pavia, 28 dicembre 1828 – Parma, 12 dicembre 1907) è stato un vescovo cattolico italiano.

## Biografia
Studiò nel Seminario di Pavia e fu ordinato presbitero il 10 aprile 1852. Si laureò in scienze e in teologia, poi fu insegnante di lettere, scienze naturali, liturgia e Diritto Canonico nello stesso Seminario. Fu membro del Collegio Teologico di Genova, dell'Accademia di Storia Pontificia e della Società Romana di Studi Biblici.
Nel 1871 fu nominato prevosto di San Francesco a Pavia e il 12 giugno 1893 vescovo di Parma. Consacrato a Roma il 18 giugno 1893, fece il solenne ingresso in Cattedrale il 26 settembre 1894. Avendo egli criticato in qualche articolo l'operato del primo ministro Francesco Crispi il Ministero non volle dapprima sottoporre l’exequatur della Bolla Pontificia al ministro, ma dietro interessamento di Isidoro Carini, insigne paleografo e bibliotecario della Vaticana, le cose di appianarono. Proseguì nel processo di potenziamento e di adeguamento ai tempi del seminario, già avviato dal suo predecessore Miotti.
Scrisse numerose opere. Tra i primi lavori una monografia sulla vita di Sant'Ennodio, in tre volumi, che gli valse i complimenti di Theodor Mommsen. Seguirono poi L'antica liturgia romana, anch'essa in tre volumi, edita a Milano dal 1897 al 1899, I primi monumenti cristiani di Milano, Il Pontificato di Leone XIII (1893), Cronotassi dei Vescovi di Pavia (1880-1891), Il più antico Vescovo di Parma: Urbano (1902), Il I centenario del decesso di Mons. A. Turchi (1904), Il Culto di San Siro a Parma (1904), e La Terra di Fontanellato (1907).
Fu amico intimo di Davide Albertario, che sostenne nella lotta contro il liberalismo e il rosminianesimo. Scambiò con lui una fitta corrispondenza riguardante le più importanti questioni religiose, sociali e politiche di quegli anni.

## Genealogia episcopale
La genealogia episcopale è:
- Cardinale Scipione Rebiba
- Cardinale Giulio Antonio Santori
- Cardinale Girolamo Bernerio, O.P.
- Arcivescovo Galeazzo Sanvitale
- Cardinale Ludovico Ludovisi
- Cardinale Luigi Caetani
- Cardinale Ulderico Carpegna
- Cardinale Paluzzo Paluzzi Altieri degli Albertoni
- Papa Benedetto XIII
- Papa Benedetto XIV
- Papa Clemente XIII
- Cardinale Marcantonio Colonna
- Cardinale Giacinto Sigismondo Gerdil, B.
- Cardinale Giulio Maria della Somaglia
- Cardinale Carlo Odescalchi, S.I.
- Cardinale Costantino Patrizi Naro
- Cardinale Lucido Maria Parocchi
- Vescovo Francesco Magani